# Grande Ville
Grande Ville (titre original allemand : Großstadt) (1927-1928) est un tableau sous forme de triptyque du peintre allemand Otto Dix.

## Description
Les dimensions des trois panneaux du triptyque sont : 181 × 201 cm pour le panneau central et 181 × 101 cm pour les deux panneaux latéraux.

## Historique
Le tableau a été exposé pour la première fois en juillet 1928 à Dresde.